# Distretto di Gwembe
Il distretto di Gwembe è un distretto dello Zambia, parte della Provincia Meridionale.
È un distretto rurale fra i meno sviluppati del paese, soggetto a ricorrente siccità e a scarsità di risorse alimentari. La principale attività economica è la pesca, a cui si aggiunge un'agricoltura di sussistenza. Nella zona c'è anche una modesta produzione artigianale.
Il distretto comprende 14 ward:
- Bbondo
- Chaamwe
- Chibuwe
- Chisanga
- Fumbo
- Jongola
- Jumbo
- Kkole
- Kkoma
- Kota Kota
- Lukonde
- Luumbo
- Siampande
- Sinafala